# Jon Knuts
Jon Knuts, född 4 februari 1991 i Malung, Dalarnas län, är en svensk ishockeyspelare som spelar forward i Leksands IF. Hans moderklubb är Malungs IF där han spelade fram till och med säsongen 2007/2008. Säsongen 2008/2009 fick han en plats i Leksands IF:s J18-lag och säsongen efter tog han SM-guld med Leksands J20-lag och fick spela tre matcher med U19-landslaget.
Mellan säsongerna 2010/2011 och 2013/2014 spelade Knuts i Leksands A-lag, och var sista säsongen även assisterande lagkapten. Inför säsongen 2014/2015 kände Knuts att han ville testa nånting nytt, och fick kontrakt med Malmö Redhawks där han inledde säsongen. I oktober 2014 meddelades att kontraktet med Redhawks bryts och att Knuts skriver nytt kontrakt med Leksands IF som sträcker sig över säsongen 2016/2017. han är fortfarande kvar i Leksand och har varit med i både med och motgång men just nu har han ändå lyckats etablera sig i SHL och har spelat över 800 matcher för klubben.
I och med matchen mot HV71 7 Oktober 2023 blev han meste leksing genom tiderna.